# Malý televizní kabaret
Malý televizní kabaret byla série více než sta dětských pořadů, založených často na herecké improvizaci na náměty, které hercům předložily děti ve studiu, ale také plných písniček i vyprávění. Malý televizní kabaret vznikal mezi léty 1977–1990 v tehdy ještě Československé televizi pod režijní taktovkou Petra Obdržálka.
Šlo téměř vždy o formu čtyř až pěti herců, jejichž sestava se během let obměňovala, ale jádrem skupiny byli Štěpánka Haničincová, Jitka Molavcová a Josef Dvořák. Hudbu skládali Jaromír Klempíř a Ivan Zelenka, autorem textů písní byl Oldřich Dudek.

## Herci, kteří se během let účastniliMalých televizních kabaretů
- Štěpánka Haničincová
- Jitka Molavcová
- Josef Dvořák
- Jiří Lábus
- Ondřej Havelka
- Pavel Zedníček
- Ladislav Gerendáš
- Boris Hybner
- Jiří Racek
- Barbora Fišerová
- Rudolf Papežík
- Josef Melen

## Seznam dílů
Následujících 44 dílů zopakovala Česká televize od roku 2000:
- O návštěvách (1977)[1]
- O stolování (1977)[2]
- O koníčkách (1977)[3]
- O sportování (1977)[4]
- Móda  (1977)[5]
- Žáci, k tabuli! (1978)[6]
- Chřipka na lopatkách (1980)[7]
- Pověry a čáry máry (1981)[8]
- Tentokrát o humoru  (1982)[9]
- O dopravě (1983)[10]
- O šikovných rukou (1983)[11]
- Už zase zlobíš, tatínku? (1984)[12]
- Kam zase letíš, tatínku? (1984)[13]
- O vynálezech (1984)[14]
- O kosmu a věcech kosmických (1985)[15]
- Jako ryba ve vodě (1985)[16]
- O pohádkách (1985)[17]
- Velký Silvestr v malém kabaretu (1985)[18]
- O počasí (1985)[19]
- Tentokrát v cukrárně (1986)[20]
- Kdo se bojí, nesmí do kabaretu (1986)[21]
- Frkačky za kačku 1 (1986)[22]
- Frkačky za kačku 2 (1986)[23]
- Frkačky za kačku 3 (1986)[24]
- Frkačky za kačku 4 (1986)[25]
- Frkačky za kačku 5 (1987)[26]
- Frkačky za kačku 6 (1987)[27]
- Frkačky za kačku 7 (1987)[28]
- Frkačky za kačku 8 (1987)[29]
- Frkačky za kačku 9 (1987)[30]
- Něco pro všechny 1 (1988)[31]
- Něco pro všechny 2 (1988)[32]
- Něco pro všechny 3 (1988)[33]
- Něco pro všechny 4 (1988)[34]
- Něco pro všechny 5 (1988)[35]
- Něco pro všechny 6 (1988)[36]
- Něco pro všechny 7[37]
- Něco pro všechny 8 (1989)[38]
- Něco pro všechny 9 (1989)[39]
- Něco pro všechny 10 (1989)[40]
- Něco pro všechny 11 (1989)[41]
- Něco pro všechny 12 (1989)[42]
- O smíchu (1990)[43]
- O pláči (1990)[44]

Kromě toho vznikl i silvestrovský speciál pro dospělé
- Frkačky s hvězdičkou (1987)[45][46]